# بروس ماسون (كاتب مسرحي)
بروس ماسون (بالإنجليزية: Bruce Mason)‏ هو كاتب مسرحي نيوزيلندي، ولد في 28 سبتمبر 1921 في ويلينغتون في نيوزيلندا، وتوفي بنفس المكان في 31 ديسمبر 1982 بسبب سرطان.

## وصلات خارجية
- بروس ماسون على موقع IMDb (الإنجليزية)
- بروس ماسون على موقع الموسوعة البريطانية (الإنجليزية)
- بروس ماسون على موقع ديسكوغز (الإنجليزية)